# Kolana
Kolana is een geslacht van vlinders van de familie Lycaenidae, uit de onderfamilie Theclinae.

## Soorten
- K. buccina (Druce, 1907)
- K. chlamys (Druce, 1907)
- K. ergina (Hewitson, 1867)
- K. ligurina (Hewitson, 1874)
- K. lyde (Godman & Salvin, 1887)